# Nowy Dwór (okręg poniewieski)
Nowy Dwór (lit. Naudvaris) – wieś na Litwie, w okręgu poniewieskim, w rejonie poniewieskim, w starostwie Nowe Miasto, 15 km na zachód od Poniewieża; 42 mieszk. (2001).
W 1810 w Nowym Dworze urodził się Stanisław Kierbedź.

## Zabytki
- Dwór parterowy na planie prostokąta, o skromnym wystroju zewnętrznym - od II poł. XVIII w. własność Kierbiedziów. Miejsce urodzenia Stanisława Kierbiedzia (1810 - 1899), inżyniera, budowniczego mostów i kanałów, generała majora rosyjskich wojsk inżynieryjnych, twórcy tunelów kolejowych pod Kownem i Wilnem, mostów kolejowych na linii Warszawa - Petersburg oraz mostu w Warszawie (1861-63) nazwanego jego nazwiskiem. Jego osobę upamiętnia tablica na ścianie dworu.
- Kaplica dworska
- Budynki gospodarcze
- Park dworski założony na przeł. XVIII i XIX w. nad rzeką Łabą (Laba) o powierzchni 3 ha